# Impronte (collana editoriale)
Impronte è una collana letteraria edita da Feltrinelli e nata nel 1983 e chiusa nel 1993 (qualche ristampa arriva al 1999). Nonostante il taglio variegato che comprendeva nuove edizioni e ritrovamenti di classici (p. es. Conrad, Stevenson), raccolte (p. es. Blanchot, Giuliani) e opere originali (p. es. Agamben) l'identità della collana, ideata da Franco Occhetto, era piuttosto forte, anche per la qualità grafica delle copertine. Una parte dei suoi titoli sono stati ripresi nella UEF.

## Volumi
1983
- 1. Ōgai Mori, Vita sexualis, o L'iniziazione amorosa del professor Kanai Shizuka, con una nota di Adriana Boscaro
- 2. Marguerite Yourcenar, Alexis, o Il trattato della lotta vana, trad. Maria Luisa Spaziani, 1983
- 3. Maurice Blanchot, Da Kafka a Kafka
- 4. Roger Caillois, L'incertezza dei sogni, prefazione di Guido Almansi
- 5. Nathaniel Hawthorne, Blithedale. Il romanzo di Valgioiosa, postfazione di Rossana Rossanda, 1983
- 6. Mark Twain, Il diario di Eva, a cura di Barbara Lanati
- 7. Madame de La Fayette, Storia di Enrichetta d'Inghilterra, a cura di Riccardo Mainardi

1984
- 8. Marguerite Yourcenar, Il colpo di grazia, trad. Maria Luisa Spaziani
- 9. John Keats, Lettere sulla poesia, a cura di Nadia Fusini, con una nota di Antonio Prete
- 10. Giovanni Mariotti, Butroto. Un'avventura di Uc de la Bacalaria
- 11. Ramón del Valle-Inclán, Il tiranno Banderas, postfazione di Otello Lottini
- 12. Karen Blixen, Capricci del destino
- 13. João Guimarães Rosa, Miguilim, prefazione di Antonio Tabucchi
- 14. Osamu Dazai, Il sole si spegne, prefazione di Maria Teresa Orsi
- 15. Roger Caillois, Nel cuore del fantastico, postfazione di Guido Almansi
- 16. Edmond Jabès, Il libro della sovversione non sospetta, trad. Antonio Prete
- 17. Nathalie Sarraute, Il planetario, trad. Oreste Del Buono
- 18. Ford Madox Ford, Il buon soldato, a cura di Guido Fink
- 19. Herman Melville, L'uomo di fiducia. Una mascherata, a cura di Sergio Perosa
- 20. Edward Morgan Forster, Monteriano. Dove gli angeli temono di metter piede
- 21. Maurice Blanchot, La comunità incofessabile
- 22. Malcolm Lowry, Ultramarina
- 23. Gustave Flaubert, Lettere a Louise Colet 1846-1848, a cura di Maria Teresa Giaveri

1985
- 24. Raymond Queneau, Odile, trad. Grazia Cherchi, con una nota di Goffredo Fofi
- 25. João Guimarães Rosa, Grande Sertão, trad. Edoardo Bizzarri
- 26. Osamu Dazai, Lo squalificato, prefazione di Donald Keene
- 27. Jun'ichirō Tanizaki, Pianto di sirena e altri racconti, a cura di Adriana Boscaro
- 28. Max Frisch, Homo faber
- 29. Paul Léautaud, Lettere alla madre
- 30. Malcolm Lowry, Ascoltaci Signore, trad. Attilio Veraldi
- 31. Giorgio Agamben, Idea della prosa
- 32. João Guimarães Rosa, Burití, postfazione di Silvano Peloso

1986
- 33. Fred Uhlman, L'amico ritrovato, introduzione di Arthur Koestler
- 34. Russell Hoban, Diario della tartaruga, trad. Delfina Vezzoli
- 35. Ford Madox Ford, Una telefonata, trad. Pier Francesco Paolini
- 36. Nadia Fusini, Nomi. Il suono della vita di Karen Blixen, Emily Dickinson, Virginia Woolf, Gertrude Stein, Charlotte e Emily Brontë, Mary Shelley, Marguerite Yourcenar
- 37. Alfredo Giuliani, Versi e nonversi
- 38. Paul Gadenne, La balena, con La coccinella o Le false tenerezze
- 39. Emily Dickinson, Silenzi, a cura di Barbara Lanati
- 40. Fernando Pessoa, Il libro dell'inquietitudine, di Bernardo Soares, a cura di Maria José de Lancastre, prefazione di Antonio Tabucchi
- 41. Friedrich Dürrenmatt, Il giudice e il suo boia, trad. Enrico Filippini

1987
- 42. Jorge de Sena, Il medico prodigioso. Racconto fantastico, a cura di Luciana Stegagno Picchio
- 43. Edoardo Sanguineti, Capriccio italiano
- 44. Flann O'Brien, La miseria in bocca, trad. Daniele Benati, prefazione di Gianni Celati
- 45. Friedrich Dürrenmatt, Il sospetto, trad. Enrico Filippini
- 46. André Gide, I sotterranei del Vaticano. "Sotie", trad. Elena Spagnol Vaccari
- 47. Shalom Alechem, Tornando dalla fiera, a cura di Curt Leviant
- 48. Kazimierz Brandys, La madre dei re, con una nota di Rossana Rossanda
- 49.
- 50. Edoardo Sanguineti, Bisbidio
- 51. Sofocle, Antigone, con un saggio di Rossana Rossanda
- 52. Joseph Conrad, Cuore di tenebra, trad. Ettore Capriolo
- 53. Robert Louis Stevenson, Il diavolo nella bottiglia e altri racconti, a cura di Ettore Mazzali

1988
- 54. Max Frisch, Il mio nome sia Gantenbein
- 55. Ginevra Bompiani, L'attesa (ma senza numero in copertina)
- 56. Nadia Fusini, Due. La passione del legame in Kafka
- 57. André Schwarz-Bart, L'ultimo dei giusti
- 58. Antonio Tabucchi, I dialoghi mancati
- 59. Friedrich Dürrenmatt, Racconti, trad. Umberto Gandini
- 60. Giuliano Scabia, Fantastica visione, con un saggio di Gianni Celati
- 61. Giuseppe Tomasi di Lampedusa, I racconti, a cura di Nicoletta Polo, prefazione di Gioacchino Lanza Tomasi
- 62. Fernando Pessoa, Il poeta è un fingitore, citazioni scelte da Antonio Tabucchi
- 63. Clarice Lispector, La mela nel buio

1989
- 64. Franco Rella, Asterischi
- 65. Alexandros Papadiamantēs, L'assassina, a cura di Francesco Màspero
- 66. Irène Némirovsky, Le mosche d'autunno
- 67. Friedrich Hölderlin, Sul tragico, a cura di Remo Bodei
- 68. Ugo Volli, La quercia del duca. Vagabondaggi teatrali
- 69. Gianni Celati, Parlamenti buffi (Le avventure di Guizzardi, La banda dei sospiri e Lunario del paradiso) (fuori formato)
- 70. Orienti. Viaggiatori scrittori dell'Ottocento, a cura di Gianni Guadalupi
- 71. Witold Gombrowicz, Bacacay. Ricordi del periodo della maturazione, a cura di Francesco M. Cataluccio
- 72. Valerio Magrelli, Ora serrata retinae
- 73. Erich Fried, Talvolta persino si rideva. Tempi e contrattempi della mia vita

1990
- 74. Franco Rella (a cura di), Bellezza e verità (testi di Charles Baudelaire, Gustave Flaubert, Marcel Proust, Simone Weil)
- 75. Danilo Kiš, I leoni meccanici. Sette capitoli di una stessa storia, trad. Martina Novak Suffada, postfazione di Nicole Janigro
- 76. Nadia Fusini, La luminosa. Genealogia di Fedra
- 77.
- 78. Borís Leonídovič Pasternàk, Autobiografia
- 79. Witold Gombrowicz, Cosmo
- 80. Antonio Tabucchi, Un baule pieno di gente. Scritti su Fernando Pessoa

1991
- 81. Enrico Filippini, L'ultimo viaggio
- 82. Emmanuel Bove, I miei amici, trad. Beppe Sebaste
- 83. Edoardo Sanguineti, Il giuoco dell'oca
- 84. Edoardo Sanguineti, Senza titolo
- 85. Max Frisch, Don Giovanni, o L'amore per la geometria
- 86. María Zambrano, Chiari del bosco

1992
- 87. Gustaw Herling, Diario scritto di notte
- 88. María Zambrano, I beati

Nel 1992 venne ripresa in ed. fuori commercio un'edizione di Le mosche d'autunno (n. 66) con Il ballo.
1993
- 89. Stefano Agosti, Gli occhi le chiome. Per una lettura psicoanalitica del "Canzoniere" di Petrarca
- 90. Antonio Prete, Prosodia della natura. Frammenti di una fisica poetica
- 91. Maurice Maeterlinck, Pelléas e Mélisande, a cura di Guido Davico Bonino, con commento musicologico di Enrico Girardi